# Grafische partituur
Een grafische partituur is een vorm van muzieknotatie, die vanaf circa 1950 door diverse componisten is gebruikt.

## Toepassing
In moderne en experimentele muziek wordt soms gebruikgemaakt van grafische partituren, waarin (soms naast de traditionele notatiewijzen) zelfbedachte tekens of grafieken voorkomen. Een grafische partituur kan gebruikt worden om bijvoorbeeld het verloop van elektronisch voortgebrachte klanken grafisch weer te geven, om de musicus een grotere speelvrijheid te geven, of om muziek weer te geven die niet met behulp van het traditionele notenbeeld kan worden genoteerd.

## Achtergrond
Grafische notatie behelst in brede zin het gebruik van niet-traditionele muzieknotatiesymbolen om informatie aan de speler over te dragen over de manier waarop een werk uitgevoerd kan of moet worden. Dit soort nieuwe symbolen verschijnen voor het eerst in de werken van avant-gardecomponisten als Roman Haubenstock-Ramati, Mauricio Kagel, György Ligeti, Krzysztof Penderecki, Karlheinz Stockhausen, en Iannis Xenakis. Ook komt het voor in werken van experimentele componisten zoals Earle Brown, John Cage, Morton Feldman, en Christian Wolff in de jaren 1950-1960.
Cornelius Cardew was assistent van Stockhausen. Hij begon aan een immense grafische partituur, getiteld Treatise. Het werk beslaat 193 pagina's met zeer abstracte afbeeldingen. De partituur zelf laat zich al haast bekijken als een zelfstandig kunstwerk.
In 2008 stelde Theresa Sauer een compendium op van grafische partituren van componisten uit meer dan 50 landen. Daarin is te zien hoe wijdverspreid deze muzieknotatie op een gegeven moment werd.

## Toepassingen
Grafische nieuwe symbolen en notaties kunnen worden gebruikt om tempoversnellingen en -vertragingen aan te geven, om de dichtheid van al dan niet  geïmproviseerde noten aan te geven, om een dynamisch verloop weer te geven, om aan te geven dat men 'hoog' of 'laag' dient te spelen, om een muzikale gebaar weer te geven, om een 'flow' uit te beelden, om de klanken van een elektronisch meelopende opname te illustreren, of zelfs om de musicus te inspireren tot volkomen vrije klankuitingen. Sommige nieuwe symbolen of tekens worden tegenwoordig op hun beurt ook weer in traditionele muzieknotatie toegepast: er heeft een soort kruisbestuiving plaatsgehad, waardoor soms grafische en traditionele elementen vermengd voorkomen in partituren.

## Voorbeelden

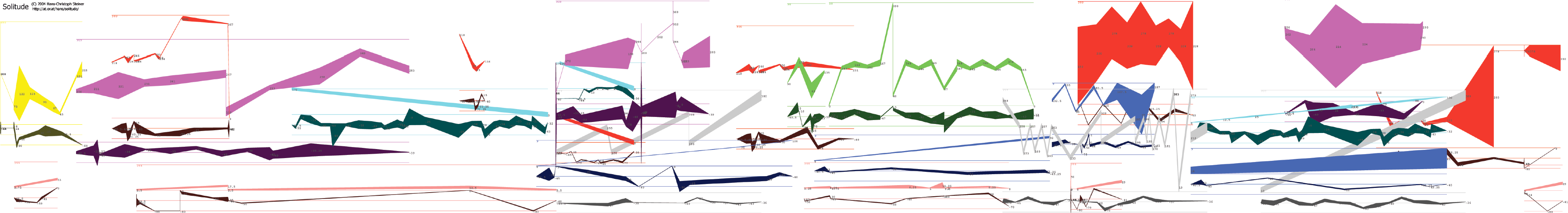
Hans-Christoph Steiners werk Solitude, vervaardigd met Pure Data's datastructuren.

Grafische partiturenwaarin de muziek met symbolen en illustraties wordt weergegeven (deze notatie volgt de traditie van een tijd-toonhoogtegrafiek, en wordt net als traditionele notatie van links naar rechts gelezen): 
Notenbalken die relatieve toonhoogten weergevenwaarbij de keuze van de uiteindelijke toonhoogten door de speler worden bepaald. Voorbeeld:
Veranderde notatie (Altered Notation)is te vinden in werk van George Crumb waarin hij traditionele notatie gebruikt maar de muziek op de pagina weergeeft in een grafische of niet-traditionele vorm, zoals spiralen of cirkels.

## Andere componisten die grafische notatie toepasten
- Aphex Twin
- Mark Applebaum[5]
- Cathy Berberian
- John Bergamo
- Anthony Braxton
- André Boucourechliev
- Herbert Brün
- Randolph Coleman
- Brian Eno
- Eric Ewazen
- Jerry Goldsmith
- Michail Goleminov
- Jonny Greenwood
- Barry Guy
- Alfred Harth
- Panayiotis Kokoras
- Yuri Landman

- Anestis Logothetis
- Robert Moran
- Conlon Nancarrow
- Roberto Paci Dalò
- Emanuel Dimas de Melo Pimenta
- Randy Raine-Reusch
- Bernard Rands
- Roger Reynolds
- Sven-David Sandström
- Leon Schidlowsky
- R. Murray Schafer[6]
- Stuart Saunders Smith
- Wadada Leo Smith
- Juan Maria Solare
- Jennifer Walshe
- John Williams
- John Zorn